# Algériai labdarúgó-válogatott
Az algériai labdarúgó-válogatott (becenevén Les Fennecs, azaz sivatagi rókák) Algéria nemzeti csapata, amelyet az algériai labdarúgó-szövetség (arabul: الاتحادية الجزائرية لكرة القد, magyar átírásban: Ittihádíja al-Zsazáiríja li-Kurat el-Kadam, franciául: Fédération Algérienne de Football) irányít. Négy világbajnokságon (1982, 1986, 2010, 2014) szerepeltek és két alkalommal (1990, 2019) nyerték meg az afrikai nemzetek kupáját.

## Története

### A Nemzeti Felszabadítási Front időszaka (1956–1962)
1956-ban Tuniszban alakult meg az első Algériát képviselő válogatott, ami a Nemzeti Felszabadítási Front (Front de libération nationale, FLN) katonai ágának (Armée de Libération Nationale (ALN)) a csapata volt. Első mérkőzésüket 1957. június 1-jén játszották Tunézia ellen. Ez az együttes 1958-ban feloszlott, amit az FLN labdarúgócsapata váltotta fel, mely olyan Franciaországban játszó profi játékosokból állt, akik csatlakoztak az algériai függetlenségi mozgalomhoz és közreműködtek a válogatottak elleni mérkőzések szervezésében. A francia hatóságok azonban viszonylag könnyen elérték, hogy a FIFA ne ismerje el a az FLN csapatát és annak mérkőzéseit.

### A kezdetek (1962–1988)

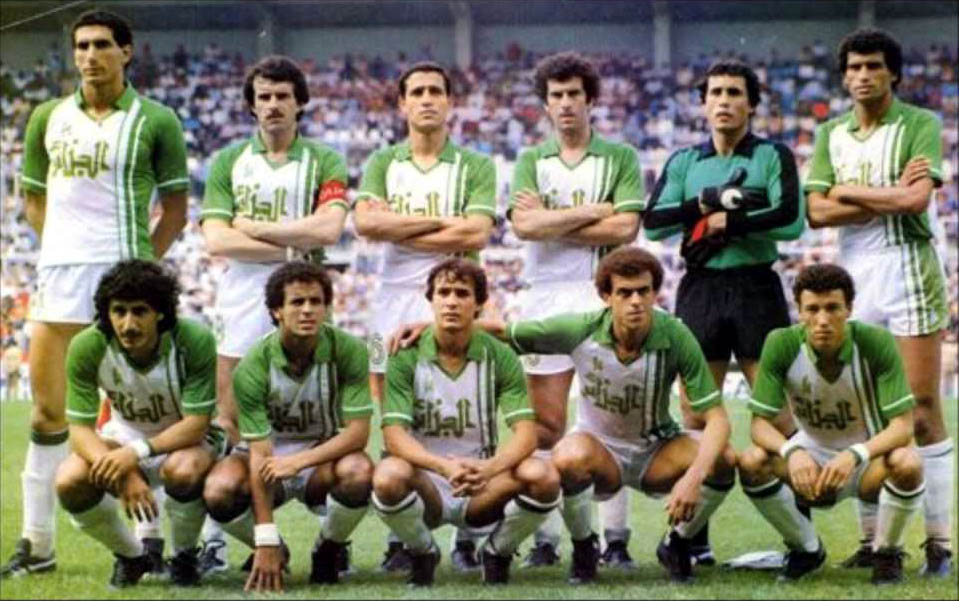
Algéria válogatottja az 1982-es világbajnokságon

Algéria 1962-ben vívta ki a függetlenségét Franciaországtól. Még abban az évben megalakult az Algériai labdarúgó-szövetség. 1963-tól a FIFA, 1964-től a CAF tagjai lettek. 1968-ban kijutottak történetük első afrikai nemzetek kupájára, de azt követően öt alkalommal is lemaradtak a tornáról és legközelebb csak 1980-ban vettek részt, ahol egészen a döntőig jutottak, de ott 3–0 arányban kikaptak a házigazda Nigériától. Szerepeltek az 1980. évi nyári olimpiai játékokon is, ahol a negyeddöntőig jutottak. A világbajnokságok selejtezőiben először 1970-ben indultak. 1982-ben kijutottak a spanyolországi világbajnokságra, ahol a nyitányon Rabáh Mádzser és Lahdar Bellúmi góljával bombameglepetésre 2–1-re legyőzték az NSZK válogatottját. A második csoportmérkőzésen 2–0-ra kikaptak Ausztriától, a zárókörben pedig 3–2-re legyőzték Chilét. A németek Ausztriával találkoztak és már tisztában voltak az Algéria–Chile találkozó eredményével. Az 1 vagy 2 gólos német győzelem azt jelentette, hogy a németek és az osztrákok is továbbjutnak, nagyobb arányú győzelem esetén viszont Algéria ment volna tovább a németekkel egyetemben. Végül 1–0-ás német győzelem született, amivel kiejtették Algériát. Lényegében Horst Hrubesch 10. percben szerzett találatát követően már nem is történt semmi érdemleges a mérkőzésen. A labdarúgás történetének egyik legnagyobb szégyeneként lett aposztrofálva a mérkőzés. Ezután döntöttek arról, hogy az utolsó csoportkör mérkőzéseit egy időpontban kell megrendezni.
Az 1984-es afrikai nemzetek kupáján a bronzérmet szerezték meg. Az 1986-os tornán két vereség mellett egy döntetlent játszottak és már a csoportkör után kiestek. Az 1986-os világbajnokságon nem tudták megismételni a négy évvel korábbi szereplést. Észak-Írország ellen 1–1-es döntetlennel kezdtek, majd azt követően Brazíliától 1–0-ra, Spanyolországtól 3–0-ra kaptak ki. Az egyetlen góljukat Zsamál Zídán szerezte. A Marokkóban rendezett 1988-as afrikai nemzetek kupáján bronzérmesek lettek.

### 1990 és 2008 közötti időszak

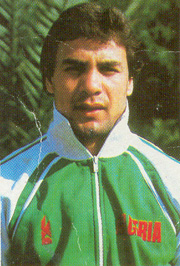
Rabáh Mádzser

1990-ben Algéria adott otthont az afrikai nemzetek kupájának. A csoportkörben Nigériát 5–1-re, Egyiptomot és Elefántcsontpartot 1–0-ra verték. Az elődöntőben Szenegált 2–1-re győzték le, a döntőben pedig Nigériát verték 1–0-ra és megszerezték első Afrika-kupa győzelmüket. A nagy siker ellenére az 1990-es világbajnokságra nem sikerült kijutniuk. Két évvel később, 1992-ben címvédőként a csoportkör után kiestek. Az 1994-es tornára sikerült kijutniuk, de egy játékos jogosulatlan szerepeltetése miatt kizárták az algériaiakat. 1996-ban a házigazda dél-afrikai csapattól kaptak ki 2–1-re a negyeddöntőben. 1998-ban három vereséggel a csoport utolsó helyén végeztek és kiestek. Az 1994-es, 1998-as, 2002-es és 2006-os világbajnokságról lemaradtak. A 2000-es afrikai nemzetek kupáján a negyeddöntőben estek ki Kamerun ellen, 2002-ben nem jutottak tovább a csoportkörből, 2004-ben ismét a negyeddöntő jelentette a végállomást. Ekkor Marokkóval találkoztak és a találkozó sokáig 0–0-ás döntetlenre állt. A 84. percben Algéria megszerezte a vezetést, de a lefújás előtt nem sokkal Marokkónak sikerült egyenlítenie és hosszabbítást követően 3–1-re győznie. A 2006-os és a 2008-as tornára nem jutottak ki.

### 2010-es évek
A 2010-es világbajnokság selejtezőinek második körében kapcsolódtak be a küzdelmekbe. Gambia, Szenegál és Libéria előtt megnyerték a csoportjukat, és bejutottak a harmadik fordulóba. Ruanda ellen 0–0-ás döntetlennel kezdtek idegenben, amit az Egyiptom elleni 3–1-es siker követett hazai pályán. Zambiát idegenben 2–0-ra, majd odahaza 1–0-ra győzték le. Ruandát 3–1-re verték, Egyiptomban pedig 2–0-ás vereséggel zárták a csoportkört. Algéria és Egyiptom a pontszámot, a rúgott gólok számát, a gólkülönbséget és az egymás elleni mérkőzéseken szerzett gólok számát figyelembe véve is azonos eredménnyel végzett. Ezért egy mindent eldöntő harmadik mérkőzésre került sor, amit Szudánban rendeztek. Az algériaiak Antar Jahja góljával 1–0-ra győztek és kijutottak a dél-afrikai világbajnokságra. A 2010-es afrikai nemzetek kupáját a Malawi ellen elszenvedett 3–0-ás vereséggel kezdték. A folytatásban Rafik Halisz góljával 1–0-ra legyőzték Malit, Angolával 0–0-ás döntetlent játszottak. A negyeddöntőben 3–2 arányban hosszabbítást követően jutottak túl Elefántcsontparton. Az elődöntőben Egyiptomtól kaptak ki 4–0-ra és a bronzmérkőzést is elveszítették 1–0-ra Nigériával szemben.
A 2010-es világbajnokságon Anglia, Szlovénia és az USA társaságában a C csoportban szerepeltek. Szlovénia ellen 1–0-ás vereséggel kezdték a tornát. Angliával 0–0-ás döntetlent értek el, az Egyesült Államoktól 1–0-ra kikaptak és rúgott gól nélkül már a csoportkör után kiestek. a 2012-es afrikai nemzetek kupájára nem jutottak ki. A 2013-as tornán egy döntetlen és két vereség mellett a csoport utolsó helyén végeztek. 

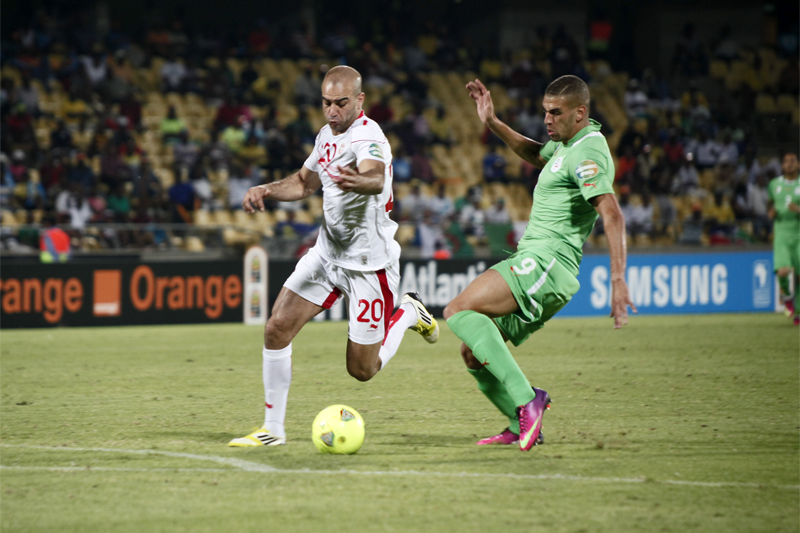
Tunézia–Algéria mérkőzés a 2013-as afrikai nemzetek kupáján

A 2014-es világbajnokság selejtezőinek második fordulójában 4–0-ás győzelemmel kezdtek Ruanda ellen odahaza, amit a Mali elleni 2–1-es idegenbeli vereség követett. Benint hazai pályán és idegenben is 3–1-re győzték le, majd 1–0-ra győztek Ruandában és 1–0-ra verték Malit. A harmadik fordulóban Burkina Fasóval játszottak és az első mérkőzésen 3–2-re kikaptak Ouagadougouban. A visszavágót 1–0-ra Algéria nyerte és idegenben rúgott góloknak köszönhetően ők jutottak ki a Brazíliában rendezett 2014-es világbajnokságra. Belgium, Dél-Korea és Oroszország társaságában a H csoportban szerepeltek. Az első csoportmérkőzésen Belgium ellen Szofiane Feguli büntetőjével megszerezték a vezetést, de a belgáknak sikerült fordítaniuk és 2–1-re nyerniük. Dél-Korea ellen 4–2-es győzelmet arattak. Az algériaiak góljait Iszlam Szlimani, Rafik Halisz, Abdelmumene Dzsabu és Jaszin Brahimi szerezte. Oroszország ellen 1–0-ás hátrányba kerültek a zárókörben, azonban Szlimani révén sikerült egyenlíteniük, az eredmény pedig már nem változott. A csoport második helyén végeztek és történetük során először sikerült továbbjutniuk az egyenes kieséses szakaszba. A nyolcaddöntőben Németországgal találkoztak és a rendes játékidőben 0–0-ás döntetlennel ért véget a mérkőzése. A hosszabbításban a németek két gólt szereztek, amire csak Abdelmumene Dzsabu tudott válaszolni, de ez kevés volt a továbbjutáshoz.
A 2015-ös afrikai nemzetek kupáján a negyeddöntőig jutottak, ahol 3–1-re kikaptak Elefántcsontparttól. 2017-ben két döntetlennel és egy vereséggel már a csoportkör után kiestek. A 2018-as világbajnokság selejtezőinek a második fordulójában Tanzániát összesítésben 9–2-re győzték le. A harmadik fordulóban Nigéria, Zambia és Kamerun mögött az utolsó helyen végeztek a csoportban és lemaradtak a világbajnokságról. A 2019-es afrikai nemzetek kupáján Kenyát 2–0-ra, Szenegált 1–0-ra, Tanzániát pedig 3–0-ra verték a csoportkörben. A nyolcaddöntőben 3–0-ra győzték le Guineát, a legjobb nyolc között pedig tizenegyesekkel jutottak tovább Elefántcsontpart ellen. Az elődöntőben Rijad Mahrez góljával a 95. percben nyerték meg a mérkőzést Nigéria ellen 2–1-re. A Szenegál elleni döntőben már a második percben megszerezték a vezetést és az eredmény nem változott a továbbiakban, így Algéria megszerezte a második aranyérmét az Afrika-kupán.

### 2020-as évek
A 2021-es afrikai nemzetek kupáján Sierra Leonéval 0–0-ás döntetlent játszottak, Egyenlítői-Guineától 1–0-ra, Elefántcsontparttól pedig 3–1-re kaptak ki és már a csoportkör után kiestek. A 2022-es világbajnokság selejtezőinek a második fordulójában Burkina Faso, Niger és Dzsibuti előtt megnyerték a csoportjukat és bejutottak a harmadik fordulóba, ahol Kamerunnal találkoztak. Az első mérkőzést idegenben 1–0-ra megnyerték Iszlam Szlimani góljával. A visszavágón ugyanilyen arányban kikaptak hazai pályán, így következett a hosszabbítás és végül 2–1-es kameruni győzelemmel zárult a találkozóz. Idegenben rúgott góllal Kamerun jutott ki a világbajnokságra.

## Nemzetközi eredmények
Afrikai nemzetek kupája
- Aranyérmes: 2 alkalommal (1990, 2019)
- Ezüstérmes: 1 alkalommal (1980)
- Bronzérmes: 2 alkalommal (1984, 1988)

Afrikai nemzetek bajnoksága
- Aranyérmes: 1 alkalommal (2011)

Afro-ázsiai nemzetek kupája
- Aranyérmes: 1 alkalommal (1990)

Afrika-játékok
- Aranyérmes: 1 alkalommal (1978)

Pánarab játékok
- Bronzérmes: 1 alkalommal (1985)

Mediterrán játékok
- Aranyérmes: 1 alkalommal (1975)

### Világbajnoki szereplés
| Év       | Eredmény                 | Helyezés                 | M                        | GY                       | D                        | V                        | RG                       | KG                       |
| -------- | ------------------------ | ------------------------ | ------------------------ | ------------------------ | ------------------------ | ------------------------ | ------------------------ | ------------------------ |
| 1930     | Franciaország része volt | Franciaország része volt | Franciaország része volt | Franciaország része volt | Franciaország része volt | Franciaország része volt | Franciaország része volt | Franciaország része volt |
| 1934     | Franciaország része volt | Franciaország része volt | Franciaország része volt | Franciaország része volt | Franciaország része volt | Franciaország része volt | Franciaország része volt | Franciaország része volt |
| 1938     | Franciaország része volt | Franciaország része volt | Franciaország része volt | Franciaország része volt | Franciaország része volt | Franciaország része volt | Franciaország része volt | Franciaország része volt |
| 1950     | Franciaország része volt | Franciaország része volt | Franciaország része volt | Franciaország része volt | Franciaország része volt | Franciaország része volt | Franciaország része volt | Franciaország része volt |
| 1954     | Franciaország része volt | Franciaország része volt | Franciaország része volt | Franciaország része volt | Franciaország része volt | Franciaország része volt | Franciaország része volt | Franciaország része volt |
| 1958     | Franciaország része volt | Franciaország része volt | Franciaország része volt | Franciaország része volt | Franciaország része volt | Franciaország része volt | Franciaország része volt | Franciaország része volt |
| 1962     | Franciaország része volt | Franciaország része volt | Franciaország része volt | Franciaország része volt | Franciaország része volt | Franciaország része volt | Franciaország része volt | Franciaország része volt |
| 1966     | Nem indult               | Nem indult               | Nem indult               | Nem indult               | Nem indult               | Nem indult               | Nem indult               | Nem indult               |
| 1970     | Nem jutott be            | Nem jutott be            | Nem jutott be            | Nem jutott be            | Nem jutott be            | Nem jutott be            | Nem jutott be            | Nem jutott be            |
| 1974     | Nem jutott be            | Nem jutott be            | Nem jutott be            | Nem jutott be            | Nem jutott be            | Nem jutott be            | Nem jutott be            | Nem jutott be            |
| 1978     | Nem jutott be            | Nem jutott be            | Nem jutott be            | Nem jutott be            | Nem jutott be            | Nem jutott be            | Nem jutott be            | Nem jutott be            |
| 1982     | Csoportkör               | 13.                      | 3                        | 2                        | 0                        | 1                        | 5                        | 5                        |
| 1986     | Csoportkör               | 22.                      | 3                        | 0                        | 1                        | 2                        | 1                        | 5                        |
| 1990     | Nem jutott be            | Nem jutott be            | Nem jutott be            | Nem jutott be            | Nem jutott be            | Nem jutott be            | Nem jutott be            | Nem jutott be            |
| 1994     | Nem jutott be            | Nem jutott be            | Nem jutott be            | Nem jutott be            | Nem jutott be            | Nem jutott be            | Nem jutott be            | Nem jutott be            |
| 1998     | Nem jutott be            | Nem jutott be            | Nem jutott be            | Nem jutott be            | Nem jutott be            | Nem jutott be            | Nem jutott be            | Nem jutott be            |
| 2002     | Nem jutott be            | Nem jutott be            | Nem jutott be            | Nem jutott be            | Nem jutott be            | Nem jutott be            | Nem jutott be            | Nem jutott be            |
| 2006     | Nem jutott be            | Nem jutott be            | Nem jutott be            | Nem jutott be            | Nem jutott be            | Nem jutott be            | Nem jutott be            | Nem jutott be            |
| 2010     | Csoportkör               | 28.                      | 3                        | 0                        | 1                        | 2                        | 0                        | 2                        |
| 2014     | Nyolcaddöntő             | 14.                      | 4                        | 1                        | 1                        | 2                        | 7                        | 7                        |
| 2018     | Nem jutott be            | Nem jutott be            | Nem jutott be            | Nem jutott be            | Nem jutott be            | Nem jutott be            | Nem jutott be            | Nem jutott be            |
| 2022     | Nem jutott be            | Nem jutott be            | Nem jutott be            | Nem jutott be            | Nem jutott be            | Nem jutott be            | Nem jutott be            | Nem jutott be            |
| Összesen | Nyolcaddöntő             | 4/22                     | 13                       | 3                        | 3                        | 7                        | 13                       | 19                       |

### Afrikai nemzetek kupája-szereplés
| Afrikai nemzetek kupája szereplés | Afrikai nemzetek kupája szereplés | Afrikai nemzetek kupája szereplés | Afrikai nemzetek kupája szereplés | Afrikai nemzetek kupája szereplés | Afrikai nemzetek kupája szereplés | Afrikai nemzetek kupája szereplés | Afrikai nemzetek kupája szereplés | Afrikai nemzetek kupája szereplés |
| Év                                | Eredmény                          | Helyezés                          | M                                 | Gy                                | D*                                | V                                 | RG                                | KG                                |
| --------------------------------- | --------------------------------- | --------------------------------- | --------------------------------- | --------------------------------- | --------------------------------- | --------------------------------- | --------------------------------- | --------------------------------- |
| 1957                              | Franciaország része volt          | Franciaország része volt          | Franciaország része volt          | Franciaország része volt          | Franciaország része volt          | Franciaország része volt          | Franciaország része volt          | Franciaország része volt          |
| 1959                              | Franciaország része volt          | Franciaország része volt          | Franciaország része volt          | Franciaország része volt          | Franciaország része volt          | Franciaország része volt          | Franciaország része volt          | Franciaország része volt          |
| 1962                              | Franciaország része volt          | Franciaország része volt          | Franciaország része volt          | Franciaország része volt          | Franciaország része volt          | Franciaország része volt          | Franciaország része volt          | Franciaország része volt          |
| 1963                              | Nem indult                        | Nem indult                        | Nem indult                        | Nem indult                        | Nem indult                        | Nem indult                        | Nem indult                        | Nem indult                        |
| 1965                              | Nem indult                        | Nem indult                        | Nem indult                        | Nem indult                        | Nem indult                        | Nem indult                        | Nem indult                        | Nem indult                        |
| 1968                              | Csoportkör                        | 6.                                | 3                                 | 1                                 | 0                                 | 2                                 | 5                                 | 6                                 |
| 1970                              | Nem jutott be                     | Nem jutott be                     | Nem jutott be                     | Nem jutott be                     | Nem jutott be                     | Nem jutott be                     | Nem jutott be                     | Nem jutott be                     |
| 1972                              | Nem jutott be                     | Nem jutott be                     | Nem jutott be                     | Nem jutott be                     | Nem jutott be                     | Nem jutott be                     | Nem jutott be                     | Nem jutott be                     |
| 1974                              | Nem jutott be                     | Nem jutott be                     | Nem jutott be                     | Nem jutott be                     | Nem jutott be                     | Nem jutott be                     | Nem jutott be                     | Nem jutott be                     |
| 1976                              | Nem jutott be                     | Nem jutott be                     | Nem jutott be                     | Nem jutott be                     | Nem jutott be                     | Nem jutott be                     | Nem jutott be                     | Nem jutott be                     |
| 1978                              | Nem jutott be                     | Nem jutott be                     | Nem jutott be                     | Nem jutott be                     | Nem jutott be                     | Nem jutott be                     | Nem jutott be                     | Nem jutott be                     |
| 1980                              | Ezüstérmes                        | 2.                                | 5                                 | 2                                 | 2                                 | 1                                 | 6                                 | 7                                 |
| 1982                              | Negyedik hely                     | 4.                                | 5                                 | 2                                 | 1                                 | 2                                 | 5                                 | 6                                 |
| 1984                              | Bronzérmes                        | 3.                                | 5                                 | 3                                 | 2                                 | 0                                 | 8                                 | 1                                 |
| 1986                              | Csoportkör                        | 6.                                | 3                                 | 0                                 | 2                                 | 1                                 | 2                                 | 3                                 |
| 1988                              | Bronzérmes                        | 3.                                | 5                                 | 1                                 | 3                                 | 1                                 | 4                                 | 4                                 |
| 1990                              | Aranyérmes                        | 1.                                | 5                                 | 5                                 | 0                                 | 0                                 | 13                                | 2                                 |
| 1992                              | Csoportkör                        | 10.                               | 2                                 | 0                                 | 1                                 | 1                                 | 1                                 | 4                                 |
| 1994                              | Bejutott, de kizárták             | Bejutott, de kizárták             | Bejutott, de kizárták             | Bejutott, de kizárták             | Bejutott, de kizárták             | Bejutott, de kizárták             | Bejutott, de kizárták             | Bejutott, de kizárták             |
| 1996                              | Negyeddöntő                       | 5.                                | 4                                 | 2                                 | 1                                 | 1                                 | 5                                 | 3                                 |
| 1998                              | Csoportkör                        | 15.                               | 3                                 | 0                                 | 0                                 | 3                                 | 2                                 | 5                                 |
| 2000                              | Negyeddöntő                       | 6.                                | 4                                 | 1                                 | 2                                 | 1                                 | 5                                 | 4                                 |
| 2002                              | Csoportkör                        | 15.                               | 3                                 | 0                                 | 1                                 | 2                                 | 2                                 | 5                                 |
| 2004                              | Negyeddöntő                       | 8.                                | 4                                 | 1                                 | 1                                 | 2                                 | 5                                 | 7                                 |
| 2006                              | Nem jutott be                     | Nem jutott be                     | Nem jutott be                     | Nem jutott be                     | Nem jutott be                     | Nem jutott be                     | Nem jutott be                     | Nem jutott be                     |
| 2008                              | Nem jutott be                     | Nem jutott be                     | Nem jutott be                     | Nem jutott be                     | Nem jutott be                     | Nem jutott be                     | Nem jutott be                     | Nem jutott be                     |
| 2010                              | Negyedik hely                     | 4.                                | 6                                 | 2                                 | 1                                 | 3                                 | 4                                 | 10                                |
| 2012                              | Nem jutott be                     | Nem jutott be                     | Nem jutott be                     | Nem jutott be                     | Nem jutott be                     | Nem jutott be                     | Nem jutott be                     | Nem jutott be                     |
| 2013                              | Csoportkör                        | 13.                               | 3                                 | 0                                 | 1                                 | 2                                 | 2                                 | 5                                 |
| 2015                              | Negyeddöntő                       | 6.                                | 4                                 | 2                                 | 0                                 | 2                                 | 6                                 | 5                                 |
| 2017                              | Csoportkör                        | 10.                               | 3                                 | 0                                 | 2                                 | 1                                 | 5                                 | 6                                 |
| 2019                              | Aranyérmes                        | 1.                                | 7                                 | 6                                 | 1                                 | 0                                 | 13                                | 2                                 |
| 2021                              | Csoportkör                        | 21.                               | 3                                 | 0                                 | 1                                 | 2                                 | 1                                 | 4                                 |
| 2023                              | Folyamatban                       | Folyamatban                       | Folyamatban                       | Folyamatban                       | Folyamatban                       | Folyamatban                       | Folyamatban                       | Folyamatban                       |
| 2025                              | Folyamatban                       | Folyamatban                       | Folyamatban                       | Folyamatban                       | Folyamatban                       | Folyamatban                       | Folyamatban                       | Folyamatban                       |
| Összesen                          | 2 aranyérem                       | 19/33                             | 77                                | 28                                | 22                                | 27                                | 94                                | 89                                |

*Beleértve az egyeneses kieséses szakaszban elért döntetleneket is.

### Olimpiai szereplés
| Év         | Eredmény                 | Hely                     | M                        | Gy                       | D                        | V                        | Rg                       | Kg                       |
| ---------- | ------------------------ | ------------------------ | ------------------------ | ------------------------ | ------------------------ | ------------------------ | ------------------------ | ------------------------ |
| 1900– 1960 | Franciaország része volt | Franciaország része volt | Franciaország része volt | Franciaország része volt | Franciaország része volt | Franciaország része volt | Franciaország része volt | Franciaország része volt |
| 1964       | Nem indult               | Nem indult               | Nem indult               | Nem indult               | Nem indult               | Nem indult               | Nem indult               | Nem indult               |
| 1968       | Nem jutott be            | Nem jutott be            | Nem jutott be            | Nem jutott be            | Nem jutott be            | Nem jutott be            | Nem jutott be            | Nem jutott be            |
| 1972       | Nem jutott be            | Nem jutott be            | Nem jutott be            | Nem jutott be            | Nem jutott be            | Nem jutott be            | Nem jutott be            | Nem jutott be            |
| 1976       | Nem jutott be            | Nem jutott be            | Nem jutott be            | Nem jutott be            | Nem jutott be            | Nem jutott be            | Nem jutott be            | Nem jutott be            |
| 1980       | Negyeddöntő              | 8.                       | 4                        | 1                        | 1                        | 2                        | 4                        | 5                        |
| 1984       | Nem jutott be            | Nem jutott be            | Nem jutott be            | Nem jutott be            | Nem jutott be            | Nem jutott be            | Nem jutott be            | Nem jutott be            |
| 1988       | Nem jutott be            | Nem jutott be            | Nem jutott be            | Nem jutott be            | Nem jutott be            | Nem jutott be            | Nem jutott be            | Nem jutott be            |
| Összesen   | Negyeddöntő              | 2/26                     | 7                        | 1                        | 2                        | 4                        | 8                        | 11                       |

- 1948 és 1988 között amatőr, 1992-től kezdődően U23-as játékosok vettek részt az olimpiai játékokon

## A válogatott szerelése

### Első számú
| 1962 | 1963–1967 | CAN 1968 | 1972 | 1975 | 1978 | CAN 1980 | CAN 1982 | 1980 | 1982-es vb | CAN 1984 |

| CAN 1986 · 1986-os vb | CAN 1988 | CAN 1990 | CAN 2004 | CAN 2010 · 2010-es vb | CAN 2013 | 2014-es vb | CAN 2015 | CAN 2017 | 2018 | CAN 2019 |

### Váltómez
| 1962–1967 | CAN 1968 | 1975 | 1978 | CAN 1980 | 1980 | CAN 1982 | 1982-es vb | CAN 1984 | 1986-os vb | CAN 1986 |

| CAN 1988 | CAN 1990 | CAN 2004 | CAN 2010 · 2010-es vb | CAN 2013 | 2014-es vb | CAN 2015 | CAN 2017 | 2018 | CAN 2019 |

## Jelenlegi keret
| Szám | Poszt | Név                           | Születési dátum / Kor         | Válogatottság | Gólok | Klub              |
| ---- | ----- | ----------------------------- | ----------------------------- | ------------- | ----- | ----------------- |
|      | K     | Raïs M'Bolhi                  | 1986. április 25. (39 éves)   | 46            | 0     | Antalyaspor       |
|      | K     | Azzedine Doukha               | 1986. augusztus 5. (38 éves)  | 11            | 0     | NA Hussein Dey    |
|      | K     | Malik Asselah                 | 1986. július 8. (38 éves)     | 0             | 0     | JS Kabylie        |
|      | V     | Carl Medjani                  | 1985. május 15. (39 éves)     | 51            | 3     | Leganés           |
|      | V     | Aïssa Mandi                   | 1991. október 22. (33 éves)   | 24            | 1     | Real Betis        |
|      | V     | Mehdi Zeffane                 | 1992. május 19. (32 éves)     | 9             | 0     | Rennes            |
|      | V     | Mehdi Tahrat                  | 1990. január 24. (35 éves)    | 2             | 0     | Angers            |
|      | V     | Mohamed Khoutir Ziti          | 1989. április 19. (36 éves)   | 1             | 0     | ES Sétif          |
|      | V     | Houari Ferhani                | 1993. február 11. (32 éves)   | 0             | 0     | JS Kabylie        |
|      | V     | Faouzi Ghoulam                | 1991. február 1. (34 éves)    | 26            | 5     | Napoli            |
|      | V     | Liassine Cadamuro-Bentaïba    | 1988. március 5. (37 éves)    | 9             | 1     | Servette          |
|      | V     | Hicham Belkaroui              | 1990. augusztus 24. (34 éves) | 6             | 0     | ES Tunis          |
|      | KP    | Sofiane Feghouli              | 1989. december 26. (35 éves)  | 40            | 11    | West Ham United   |
|      | KP    | Adlène Guedioura              | 1985. november 12. (39 éves)  | 33            | 2     | Watford           |
|      | KP    | Riyad Mahrez                  | 1991. február 21. (34 éves)   | 24            | 4     | Leicester City    |
|      | KP    | Ismaël Bennacer               | 1997. december 1. (27 éves)   | 0             | 0     | Arsenal           |
|      | KP    | Ryad Boudebouz                | 1990. február 19. (35 éves)   | 22            | 1     | Montpellier       |
|      | KP    | Walid Mesloub                 | 1985. szeptember 4. (39 éves) | 7             | 0     | Lorient           |
|      | KP    | Rachid Ghezzal                | 1992. május 9. (32 éves)      | 6             | 1     | Lyon              |
|      | KP    | Nabil Bentaleb                | 1994. november 24. (30 éves)  | 19            | 3     | Schalke 04        |
|      | KP    | Saphir Taïder                 | 1992. február 29. (33 éves)   | 34            | 4     | Bologna           |
|      | KP    | Yacine Brahimi (vice-captain) | 1990. február 8. (35 éves)    | 28            | 7     | Porto             |
|      | KP    | Sofiane Hanni                 | 1990. december 29. (34 éves)  | 1             | 0     | Anderlecht        |
|      | CS    | Islam Slimani                 | 1988. június 18. (36 éves)    | 43            | 23    | Leicester City FC |
|      | CS    | El Arabi Hillel Soudani       | 1987. november 25. (37 éves)  | 37            | 18    | Dinamo Zagreb     |
|      | CS    | Yassine Benzia                | 1994. szeptember 8. (30 éves) | 2             | 1     | Lille             |

## Játékosok

### A legtöbb válogatottsággal rendelkező játékosok
Az adatok 2022. november 19. állapotoknak felelnek meg.
- A még aktív játékosok (félkövérrel) vannak megjelölve.

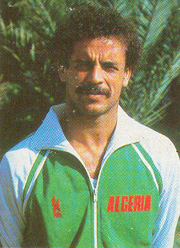
Lahdar Bellúmi a válogatottsági rekorder 100 mérkőzéssel.

| Rank | Játékos             | Mérkőzés | Gólok | Időszak   |
| ---- | ------------------- | -------- | ----- | --------- |
| 1    | Lahdar Bellúmi      | 100      | 28    | 1978–1989 |
| 2    | Raisz Mbohi         | 91       | 0     | 2010–     |
| 2    | Iszlam Szlimani     | 91       | 41    | 2012–     |
| 4    | Rabáh Mádzser       | 86       | 28    | 1978–1992 |
| 5    | Billel Dziri        | 81       | 9     | 1992–2005 |
| 6    | Abdelhafid Taszfaút | 80       | 36    | 1990–2002 |
| 6    | Aissza Mandi        | 80       | 4     | 2014–     |
| 8    | Dzsamál Menád       | 79       | 25    | 1980–1995 |
| 8    | Rijad Mahrez        | 79       | 28    | 2014–     |
| 10   | Mahídín Meftáh      | 77       | 4     | 1989–2002 |

### A válogatottban legtöbb gólt szerző játékosok
Az adatok 2022. november 19. állapotoknak felelnek meg.
- A még aktív játékosok (félkövérrel) vannak megjelölve.

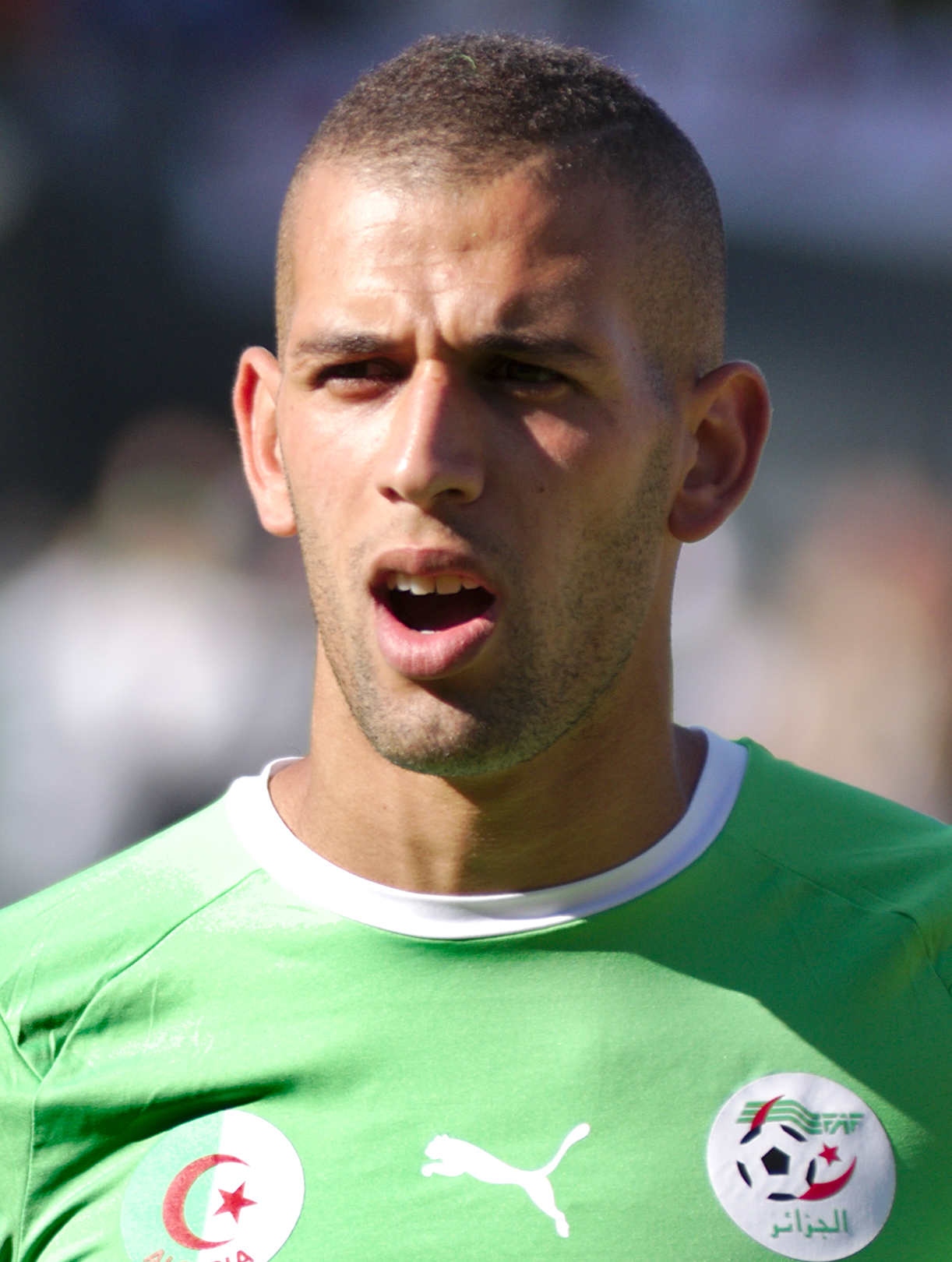
Iszlam Szlimani a válogatott történetének legeredményesebb játékosa 41 góllal.

| #  | Játékos             | Gólok | Mérkőzés | Arány | Időszak   |
| -- | ------------------- | ----- | -------- | ----- | --------- |
| 1  | Iszlam Szlimani     | 41    | 91       | 0.45  | 2012–     |
| 2  | Abdelhafid Taszfaút | 36    | 80       | 0.45  | 1990–2002 |
| 3  | Rijad Mahrez        | 28    | 79       | 0.35  | 2014–     |
| 3  | Rabáh Mádzser       | 28    | 86       | 0.33  | 1978–1992 |
| 3  | Lahdar Bellúmi      | 28    | 100      | 0.28  | 1978–1989 |
| 6  | Dzsamál Menád       | 25    | 79       | 0.32  | 1980–1995 |
| 7  | Hillal Szudani      | 24    | 54       | 0.44  | 2011–     |
| 7  | Bagdad Búnedzsah    | 24    | 57       | 0.42  | 2014–     |
| 9  | Tedzs Benszúla      | 20    | 52       | 0.38  | 1979–1986 |
| 10 | Szofiane Feguli     | 19    | 76       | 0.25  | 2012–     |

### Algériai származású játékosok
| - Samir Nasri - Olympique de Marseille - Karim Benzema - Real Madrid - Camel Meriem - AS Monaco - Carl Medjani - FC Lorient - Zakarya Mitiche - FC Barcelona - Nadir Benchenaa - Stade Rennais - Ishak Belfodil | - Nassim Banouas - 1. FC Kaiserslautern - Karim Khendu - FK Sahtar Doneck - Karim Benyamina - FC Union Berlin - Adda Djeziri - Boldklubben Frem - Hakim Laref - Zinédine Zidane |

### Híres játékosok
- Lahdar Bellúmi
- Szaláh Asszád
- Rabáh Mádzser
- Bíllel Dziri
- Hoszín Atsiu
- Faríd Gázi
- Zsámel Belmádi
- Szamír Belúfa
- Rafík Szájfi
- Nászr ed-Dín Kráús
- Abd el-Malik Serrád
- Naszím Akrúr
- Zakarija Mitís
- Ali Benárbia
- Músza Szájb
- Musztafa Dáleb
- Ali Ferzsáni
- Tedzs Benszúla
- Dzsamál Zídán
- Fúzí Manszúri
- Rasíd Mehlúfí
- Kárím Márúk
- Seríf el-Uazani
- Dzsamál Menád
- Abd el-Hafíd Tászfaút
- Máh ed-Dín Meftáh
- Alí Bensejh
- Naszer Házs Isza
- Rasíd Azsíg
- Hoszín Benmilúdi
- Rasíd Dáli
- Omár Betrúni
- Núr ed-Dín Kúrisi
- Sabán Merzekán
- Abd el-Azíz Bentifúr
- Musztafa Zitúni
- Arsz Bandít

## Szövetségi kapitányok
| Időszak                          | Név                                           |
| -------------------------------- | --------------------------------------------- |
| 2007. októbertől                 | Rábah Szádan                                  |
| 2006. május – 2007. október      | Jean-Michel Cavalli                           |
| 2005. június – 2006. május       | Mezián Igíl                                   |
| 2004. szeptember – 2005. június  | Ali Ferzsáni és Ladár Bellúmi                 |
| 2004. május – 2004. szeptember   | Robert Waseige                                |
| 2003. július – 2004. február     | Rábah Szádan                                  |
| 2003. január – 2003. július      | Georges Leekens                               |
| 2002. május – 2003. január       | Hamíd Zúba                                    |
| 2001. július – 2002. május       | Rábah Mázser és Tezs Benszaúla                |
| 2001. június – 2001. július      | Hamíd Zúba, Abd el-Hamíd Kermáli és Aít Zsúdi |
| 2001. március – 2001. június     | Hamid Zúba és Abd el-Hamíd Kermáli            |
| 2000. szeptember – 2001. február | Zsáhíd Búdaja és Mircea Radulescu             |
| 2000. május – 2000. július       | Abd el-Zsádaui                                |
| 1999. december – 2000. április   | Nasser Sandjak                                |
| 1999. július – 1999. december    | Rábah Mázser                                  |
| 1999. április – 1999 június      | Saríf Aít Mohamed Bualem                      |
| 1999. február – 1999. március    | Rábah Szádan                                  |
| 1998. augusztus – 1999. január   | Mezián Igíl                                   |
| 1998. január – 1998. július      | Abd ar-Rahmán Medaui                          |
| 1996. október – 1997. december   | Hamíd Zúba                                    |
| 1995. június – 1996. június      | Ali Ferzsáni és Murád Abd el-Uaháb            |
| 1994. április – 1995. május      | Rábah Mázser                                  |
| 1992. február – 1994. március    | Meziane Ighil                                 |
| 1990. február – 1992. február    | Abd el-Hamíd Kermáli                          |
| 1986                             | Rábah Szádan                                  |
| 1984                             | Máhi ed-Dín Hálef                             |
| 1982                             | Máhi ed-Dín Hálef és Rasíd Meklúfi            |
| 1980                             | Máhi ed-Dín Hálef és Zdravko Rajkov           |
| 1969. augusztus – 1970. október  | Hamid Zouba és Abd el-Azíz Ben Tifúr          |
| 1966 – 1969                      | Lucien Leduc                                  |
| 1964. október – 1965. július     | Szmájl Hatábu                                 |
| 1963. július – 1964. július      | Szmájl Hatábu                                 |
| 1963. január – 1963. március     | Kader Firoud                                  |